# Ferdinando Celleri
Ferdinando Celleri   (Parma, 1686 - Kassel, 1757) fou un compositor italià.
Va pertànyer a l'escola llombarda. El 1707 estrenà la seva primera òpera Griselda, a la que li seguiren quinze representacions a Venècia i altres ciutats d'Itàlia, fins que el 1725 ocupà la direcció de la capella de la cort de Kassel, dedicant-se des d'aquella data a escriure música religiosa i de cambra.
A Londres (1726), i Kassel (1729), s'imprimiren diverses composicions seves.